# صعدة (محافظة)

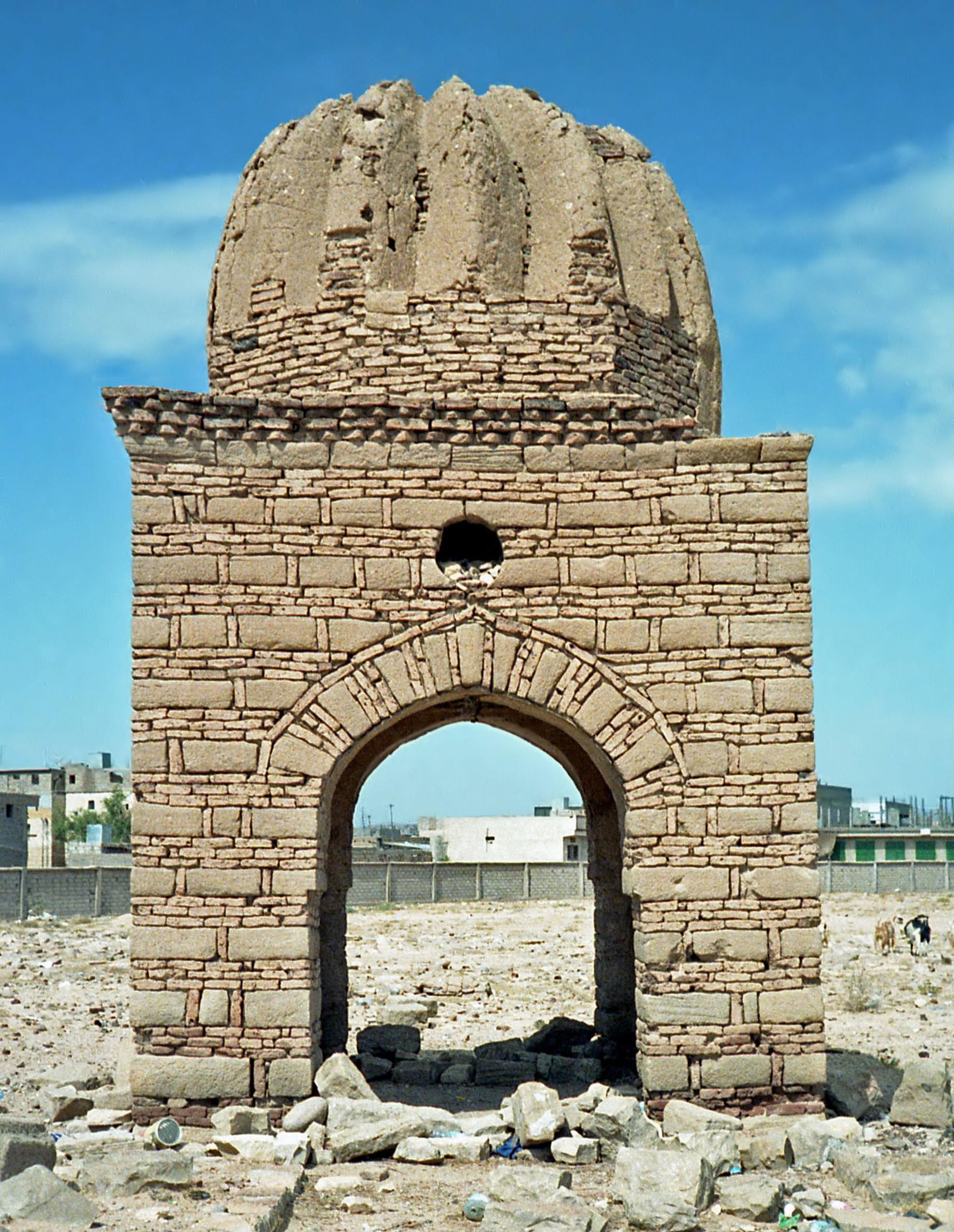
صورة في مقبرة في صعدة، اليمن 1986

محافظة صعدة إحدى محافظات الجمهورية اليمنية. تقع محافظة صعدة شمال غرب العاصمة صنعاء، وتبعد عنها حوالي 242 كيلو متراً، ويشكل سكان المحافظة ما نسبته 3.5% من إجمالي سكان الجمهورية، وعدد مديرياتها (15) مديرية، ومدينة صعده مركز المحافظة، ومن أهم مدنها البقع. وتعد الزراعة النشاط الرئيس لسكان المحافظة إلى جانب الاهتمام بالثروة الحيوانية، وتنتج المحافظة المحاصيل الزراعية بنسبة تصل إلى (4%) من إجمالي الإنتاج في الجمهورية، ومن أهمها الحبوب والخضروات والفواكه، فضلاً عن ممارسة بعض الأعمال الحرفية اليدوية والصناعات التقليدية، ويوجد في المحافظة أنواع مميزة من أحجار البناء، وتشهد المحافظة نشاطاً تجارياً نسبياً بحكم أنها تعد إحدى المنافذ البرية التي تربط بين اليمن والسعودية.
وتضم أراضي محافظة صعدة العديد من المعادن، أهمها النحاس، النيكل، الكوبلت، الجرانيت والكاؤلين المستخدم في صناعة خزف والورق والبلاستيك وصناعة مواد الطلاء والمطاط، ومعادن طينية تستخدم في صناعة الأسمنت والطوب الحراري والفخار ورمل الزجاج والسيلكا والكوارتز والتلك. ومعالم المحافظة السياحية متنوعة، أهمها جامع الهادي الذي ينسب إلى الإمام الهادي إلى الحق يحيى بن الحسين، والجبانة القديمة التي تضم العديد من القبور الإسلامية. وتضاريس المحافظة معظمها منبسطة ومناخها معتدل خلال أيام السنة.

## التاريخ

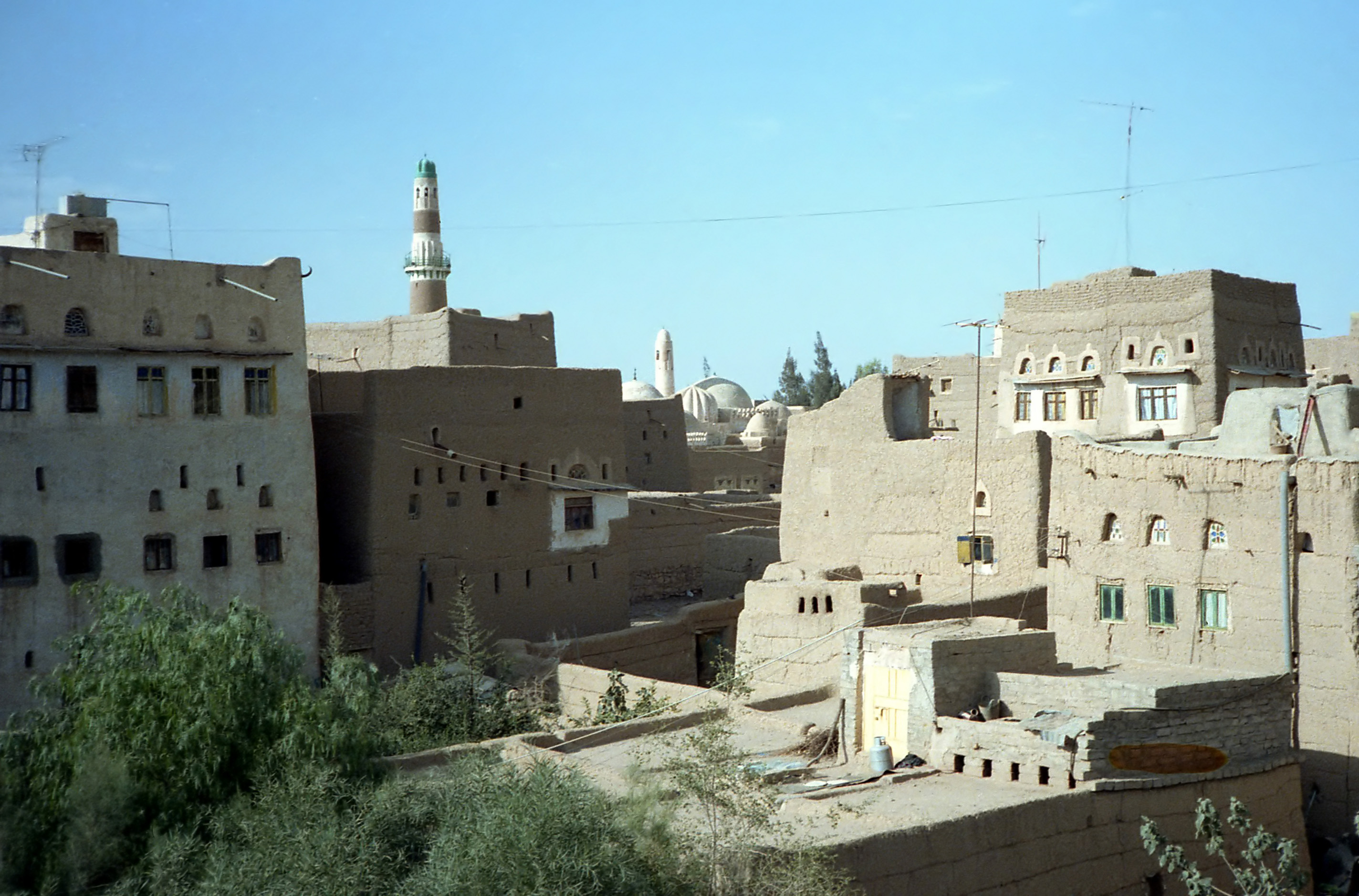
صعدة القديمة

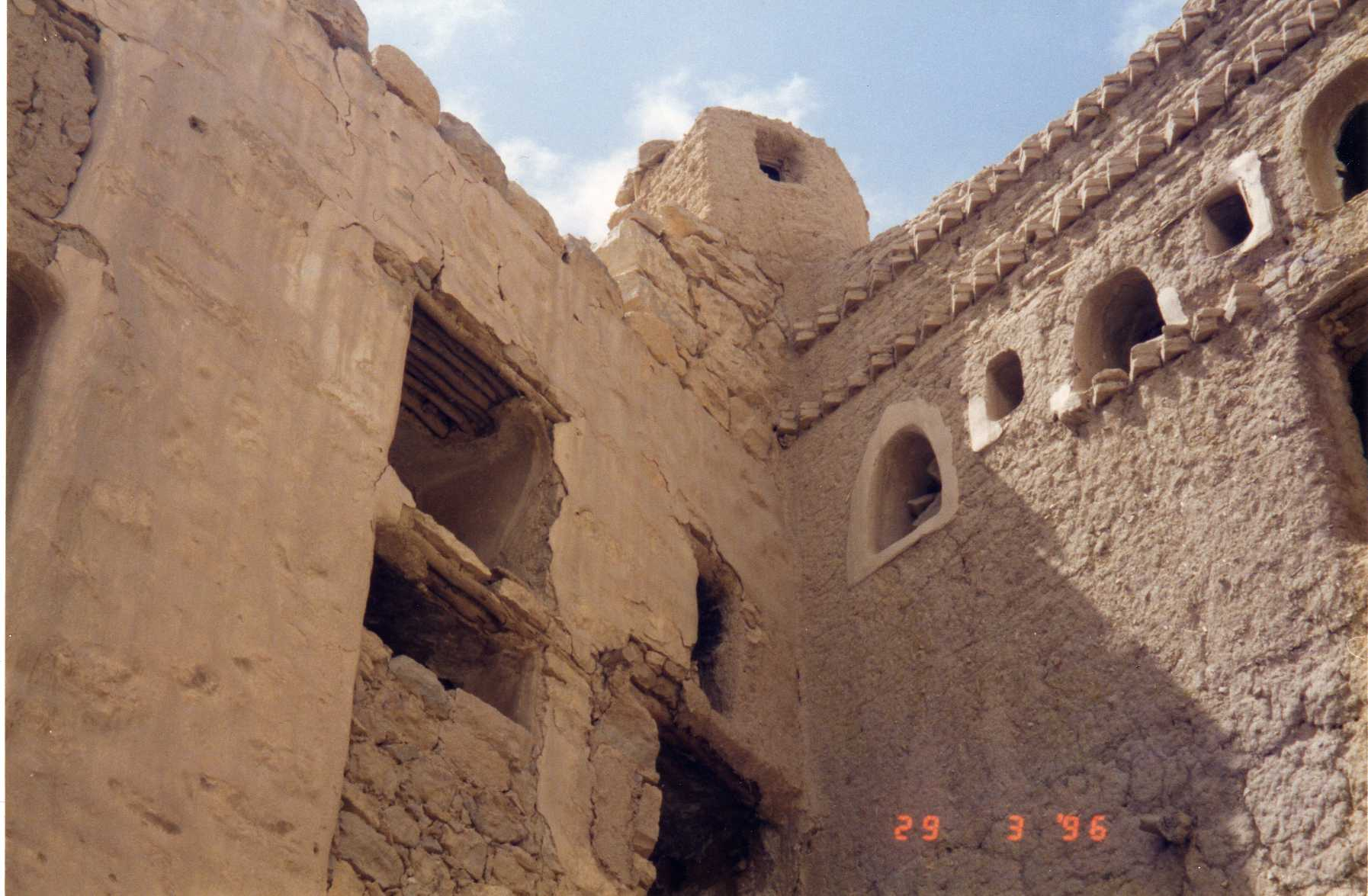
من مباني صعدة القديمة

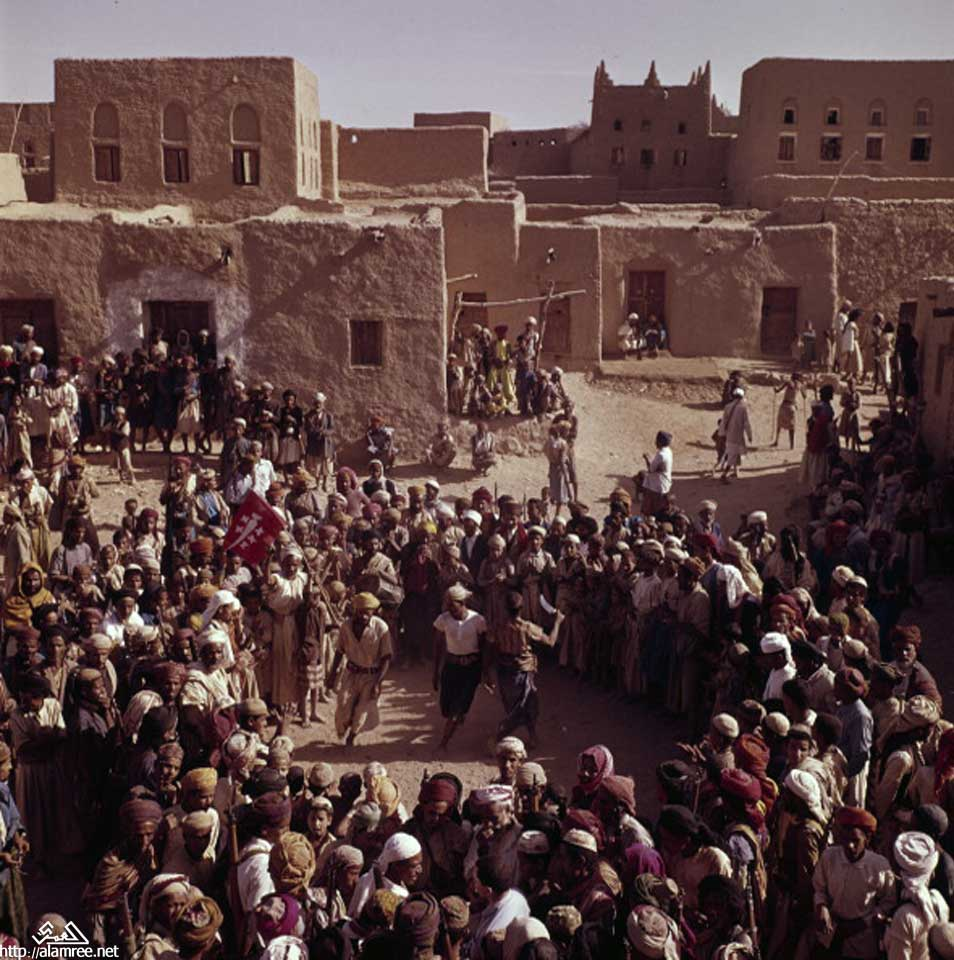
صعدة في الأيام الأولى لثورة 26 سبتمبر اليمنية

## معلومات تاريخية
عرفت مدينـة صعـدة فـي النقوش اليمنيـة القديمـة بهـذه التسمية فـي النقش الموسوم بــ CH 31)) باسم (ص ع د ت م)، كما عرفت بهذا الاسم في الفترة الإسلامية المبكرة، وقد تناولتها بعض المصادر التاريخية الإسلامية المبكرة منها كتاب «صفة جزيرة العربية للهمداني» بقوله: (مدينة صعدة، وكانت تسمى في الجاهلية «جماع»، وكان بها في قديم الدهر قصر مشيـد، فصدر رجل من أهل الحجاز من بعض ملوك البحر، فمر بذلك القصر، وهو تعب فاستلقى على ظهره، وتأمل سمكه فلما أعجبه قال: لقد صّعده لقد صّعده !! فسميت صعدة من يومئذ)، أما «منتخبات في أخبار اليمن لنشوان بن سعيد الحميري» فيقول: (صعدة مدينة باليمن لخولان بن عمرو بن الحاف بن قضاعة وسميت صعدة لأن ملكاً من ملوك حمير بنى له فيها بناء عالٍ فلما رآه الملك فقال لقد صّعده، فسميت بذلك صعدة).
أما مدينة صعدة الحديثة فيرجع تأسيسها إلى (القرن الثالث الهجري ـ القرن التاسع الميلادي) حيث اختطها الإمام «الهادي إلى الحق يحيى بن الحسين بن القاسم»، إذ تقع على بعد (3 كم) من موقع صعدة القديمة التي كانت قائمة عند سفح جبل تلمص، ولا زالت بقايا آثار أطلالها حتى اليوم، ومنذ تأسيس مدينة صعدة الحديثة شهدت تطورات حضارية عبر مراحلها التاريخية أكسبتها ملامح المدينة العربية الإسلامية بتخطيطها المعماري الهندسي، وإبداعاتها الفنية، وتقسيم تكويناتها الرئيسية من حيث الأسواق والسماسر والحمامـات القديمة والمساجد والمدارس والأسوار والبوابات القديمة والحارات وكل أثر تلمح فيه جمال الإبداع بحسب ما خصص من أجله، واحتفظت عبر القرون التاريخية بطابع أصالتها الإسلامية لتشكل نموذجاً حياً يشهد على مدى تطور العمارة والفنون منذ بداية العصر الإسلامي.
وازدهرت صعدة كمدينة علم ودين وثقافة وتجارة وصناعة وزراعة بالإضافة إلى دورها الرئيسي في أحداث العصر الإسلامي الذي شهد صراعات وحروب عنيفة متواصلة على الساحة العربية عامة واليمنية خاصة.
ظلت مدينة صعدة مركزاً للدولة الزيدية التي استطاعت مقاومة وحسم كل العواصف والصراعات الداخلية والخارجية، وهي الدولة الوحيدة على الساحة اليمنية التي استمرت متواصلة الخطى تاريخياً من عام (898 م) حتى عام (1962 م)، دون غيرها من الدول الإسلامية اليمنية التي ظهرت على الساحة اليمنية لفترة زمنية، وانهارت، وحظيت مدينة صعدة بكثير من الإشارات الهامة عنها في مؤلفات الجغرافيين والرحالة العرب وكتب التاريخ والتراجم والسير، فضلاً عن مختلف المؤلفات الدينية حيث كان لعلمائها وفقهائها دور ملحوظ في التاريخ الإسلامي، ويرجع ذلك لأهميتها الدينية والسياسية والاقتصادية في تاريخ اليمن، وإلى جانب موقعها الجغرافي الهام الذي أكسبها ميزة إيجابية على طريق الحجيج فهي همزة الوصل بين اليمن ونجد والحجاز بالإضافة إلى موقعها على طريق حجيج حضرموت ـ من العبر إلى الجوف وينضم في الطريق إلى الحج أهل مأرب وبيحان والسرويين ومرخة ـ، ولا زالت معالم وشواهد مدينة صعدة تعكس عظمة العمارة الإسلامية وفنونها وتؤدي دورها إلى اليوم وستبقى معلماً عربياً إسلامياً، وكنزاً للتراث الإنساني يستحق تظافر جهود كل المنظمات العربية والإسلامية والدولية المهتمة بحماية وصيانة كنوز التراث العالمي، ومنه مدينة صعدة التاريخية وقلاعها وحصونها الإسلامية التي يرجع تاريخ معظمها إلى فترة حكم الوالي العثماني «حسن باشا» الذي استطاعت قواته أن تخضع المنطقة الشمالية للسيطرة العثمانية بعد مقتل «أحمد بن الحسين» وهزيمـة جيشـه التي أدت إلى سقوط «صعدة» وما يليها شمالاً حتى نجران، وقد اتسمت فترة حكم «حسن باشا» الطويلة زمنياً بالإنجازات الكثيرة للأعمال العمرانية والإنشائية في المجالات المدنية والعسكرية، ومنها قلاع وحصون صعدة لتثبيت أركان حكمه، ونتيجة لذلك برزت العديد من أسماء المواقع والأماكن الأثرية والتاريخية لفترتيها القديمة والإسلامية والتي لعبت دوراً مهماً في تطورات الأحداث التاريخية وأسهمت بإبداعاتها الأثرية المثيرة تاركةً بصماتها كشاهد على ذلك وسوف نتعرض لتلك المواقع والأماكن لاحقاً.

### الحصون
ومن أهم حصونها:
1. حصن القشلة في المدينة
2. حصن السنارة على جبل وادي العبدين
3. حصن الصمع في الصفراء
4. حصن القلعة في رازح
5. حصن أم ليلي التاريخي في مجز.. وهو الحصن الذي التجأ اليه أبناء مدينة صعدة وسحار ومجز من أبرهة الحبشة حينما مر بفيله من هناك في سفره لهدم الكعبة.. والدرب الذي كانت القوافل تمر فيه إلى الشام من هناك سمي بدرب الفيل.

## الجغرافيا
تقع محافظة صعدة في الجزء الشمالي من الجمهورية اليمنية إذ يبعد مركزها الإداري عن العاصمة صنعاء شمالاً بحوالي (243 كيلومتراً).

## المناخ
المناخ: يتنوع مناخها تبعاً لتضاريسها الطبيعية، وهو معتدل صيفاً إذ تتراوح درجة الحرارة فيه ما بين (10ْ-26ْ) وبارد شتاءً حيث تتراوح درجة الحرارة فيه ما بين (تحت الصفر- 16ْ).
| البيانات المناخية لـمحافظة صعدة                    | البيانات المناخية لـمحافظة صعدة | البيانات المناخية لـمحافظة صعدة | البيانات المناخية لـمحافظة صعدة | البيانات المناخية لـمحافظة صعدة | البيانات المناخية لـمحافظة صعدة | البيانات المناخية لـمحافظة صعدة | البيانات المناخية لـمحافظة صعدة | البيانات المناخية لـمحافظة صعدة | البيانات المناخية لـمحافظة صعدة | البيانات المناخية لـمحافظة صعدة | البيانات المناخية لـمحافظة صعدة | البيانات المناخية لـمحافظة صعدة | البيانات المناخية لـمحافظة صعدة |
| الشهر                                              | يناير                           | فبراير                          | مارس                            | أبريل                           | مايو                            | يونيو                           | يوليو                           | أغسطس                           | سبتمبر                          | أكتوبر                          | نوفمبر                          | ديسمبر                          | المعدل السنوي                   |
| -------------------------------------------------- | ------------------------------- | ------------------------------- | ------------------------------- | ------------------------------- | ------------------------------- | ------------------------------- | ------------------------------- | ------------------------------- | ------------------------------- | ------------------------------- | ------------------------------- | ------------------------------- | ------------------------------- |
| متوسط درجة الحرارة الكبرى °م (°ف)                  | 26.0 (78.8)                     | 29.0 (84.2)                     | 29.0 (84.2)                     | 30.0 (86.0)                     | 33.0 (91.4)                     | 33.0 (91.4)                     | 35.0 (95.0)                     | 38.0 (100.4)                    | 32.0 (89.6)                     | 29.0 (84.2)                     | 29.0 (84.2)                     | 27.0 (80.6)                     | 30.8 (87.5)                     |
| متوسط درجة الحرارة الصغرى °م (°ف)                  | 3.0 (37.4)                      | 5.0 (41.0)                      | 8.0 (46.4)                      | 13.0 (55.4)                     | 16.0 (60.8)                     | 18.0 (64.4)                     | 15.0 (59.0)                     | 17.0 (62.6)                     | 16.0 (60.8)                     | 10.0 (50.0)                     | 5.0 (41.0)                      | 5.0 (41.0)                      | 10.9 (51.7)                     |
| المصدر: أرشيف الأحوال الجوية في المطار محافظة صعدة |                                 |                                 |                                 |                                 |                                 |                                 |                                 |                                 |                                 |                                 |                                 |                                 |                                 |

## التقسيم الإداري
| - مديرية باقم - مديرية الحشوة - مديرية حيدان | - مديرية رازح - مديرية ساقين - مديرية سحار | - مديرية شداء - مديرية صعدة - مديرية الصفراء | - مديرية الظاهر - مديرية غمر - مديرية قطابر | - مديرية كتاف والبقع - مديرية مجز - مديرية منبه |  |

## السكان
يبلغ عدد سكان محافظة صعدة وفقاً لنتائج التعداد السكاني لعام 1994 م حوالي (484,063) نسمة.

## التضاريس
تتنوع الأشكال والظواهر الجيوغرافية لمحافظة صعدة نتيجة للعوامل الطبيعية المعقدة التي مرت بها خلال العصور الجيولوجية، وتنقسم إلى ثلاثة أقاليم تضاريسية تتوزع على النحو التالي:-

### إقليم منخفض (حوض) صعدة
يرجع تشكل هذا الإقليم إلى أواخر الزمن الجيولوجي الثاني وبداية الزمن الجيولوجي الثالث حيث صاحب تشكل البحر الأحمر والأخدود الأفريقي الكبير وانفصال أرض اليمن عن كتلة أفريقيا، ويرجع هذا التكون إلى التواء مقعر وهبـوطٍ في القشرة الأرضية لهذا الإقليم، كما يسمى هذا الحوض أو المنخفض «بقاع صعدة»، ويرتفع عن مستوى سطح البحر (1800 متر)، تحده من الشمال والغرب سلسلة جبال جماعة وغمر وخولان، ومن الجنوب سلسلة جبال سحار، ومن الشرق سلسلة جبال همدان، ويعد قاع صعدة من المناطق الزراعية الهامة في اليمن حيث الظروف الملائمة من طبيعة وتربة غنية ومياه جوفية، ويتميز هذه الإقليم مناخياً بالآتي:-
هطول الأمطار على قاع صعدة تتراوح نسبته ما بين (200 - 400 مليمتر) سنوياً، وسبب ندرتها يعود إلى سلاسل المرتفعات الجبلية الغربية المحيطة به والتي تعمل على حجز الرياح المحملة بخار الماء من الهطول عليه.

### إقليم المرتفعات الجبلية الشمالية والغربية
تبدو هذه المرتفعات على هيئة سلسلة تبدأ من الشمال الغربي حتى الأجزاء الغربية لصعدة، وتكويناتها الجيولوجية ذات أهمية اقتصادية لتوفر العديد من الخامات المعدنية فيها، بالإضافة إلى كونها الخزان الرئيسي الذي يزود حوض صعدة بالمياه، وتمتد هذه السلسلة لتشمل جبال جماعة ومنبة وغمر ورازح ثم جبال خولان، ويتراوح متوسط ارتفاعها ما بين (1500 – 2500 متر) عن مستوى سطح البحر.
وتتساقط مياه الأمطار على هذا الإقليم مشكلة الأودية والخوانق مثل وادي الحلف الذي يشكل خانقاً عظيماً ووادي ضمد ووادي بدر ووادي الذنبة ووادي الخير ووادي دفاء، ويتميز هذا الإقليم مناخياً بالآتي:-
- اعتدال المناخ صيفاً وتدني درجة الحرارة شتاءً إلى تحت الصفر في المرتفعات العالية.
- يستأثر هذا الإقليم بأكبر نسبة من هطول الأمطار حيث يتراوح ما بين (400 -700 مليمتر) سنوياً، وتهطل في الصيف بفعل هبوب الرياح الجنوبية الغربية الموسمية القادمة من المحيط الهندي والبحر الأحمر.
أعلى
- يتميز هذا الإقليم بالمساحات الخضراء الواسعة، والمناطق السياحية الجميلة.

### إقليم شرق صعدة
يحتوي هذا الإقليم على قمم جبلية شديدة الوعورة والارتفاع وتتخللها الواحات والصحاري الداخلية وتقطعها العديد من الوديان الواسعة التي تصب في صحراء الربع الخالي كوادي أملح ووادي «آل أبو جبارة»، كما تظهر التكوينات الرسوبية، ويسود هذا الإقليم المناخ القاري إذ تشتد الحرارة صيفاً وتنخفض قليلاً في الشتاء وهطول الأمطار فيه نادرة.

## الصناعات

### الصناعات الحرفية
تعتبر محافظة صعدة من أهم مراكز الصناعات الحرفية في اليمن، باعتبارها أهم مراكز معادن الحديد وصناعته قديماً حيث لعب هذا المعدن دوراً كبيراً في صناعة معدات ومستلزمات الأعمال الحربية ومستلزمات جوانب الحياة الاقتصادية المختلفة، وذاعت شهرة السيوف الصعدية في كثير من الأمصار الإسلامية ولا زالت حتى اليوم صناعة النصال، وقد شاع شهرتها قديماً في البلدان العربية، كما يذكر «الهمداني» في كتابه «صفة جزيرة العرب»: (وقال بعض علماء العراق إن النصال الصاعدية تنسب إلى صعدة دائماً يقال منها الصعدية فإذا اضطر شاعر قال صاعدية في موضع صعديةً … في صعدة) وصناعة البنادق العربية في سوق الطلح بالإضافة إلى صناعة الحلي الفضية بمختلف أشكالها وأنواعها تنفذ بتقنية فنية مميزة. بالإضافة إلى دباغة الجلود إذ كان بها مدابغ الأذون وجلود البقر التي تصنع منها النعال، كما تصنع من الحجر الصابوني الأبيض والأسود والسماوي المتدرج البسيط أواني طبخ الطعام، وأشهرها الحرضة الصعدية ـ مقالي ـ وتكيف يدوياً من الأحجار للاستخدام المنزلي لأغراض كثيرة، ومصدرها جبال مديرية رازح، وتوجد مصنوعات ومشغولات يدوية عديدة في محافظة صعدة.
ـ صناعة أواني الطبخ من الحجارة: (النحت) أو (الحرض)
تتميز مديرية رازح باحتوائها على حجر في بعض مناطقها يتم تشكيله على ايدي فنانين محترفين إلى أواني طبخ، وإلى اشكال فنية تحفية أخرى.. تستخرج هذه الحجارة من باطن الأرض في أنفاق خطيرة..وقد لقي بعض مستخرجوا هذه الحجارة حتفهم بسبب انهيارت تلك الانفاق.. ولا تكاد تخلوا مائدة يمنية من هذه الآنية الحجرية.

### الأسـواق الشعبيــة
توجد في محافظة صعدة العديد من الأسواق الأسبوعية التي تقام بمختلف مناطق مديريات المحافظة، أهمها وأشهرها صيتاً الأسواق التالية:-
سوق الطلح القريب من مدينة صعدة الذي يقام يوم السبت من كل أسبوع.
السوق القديم في وسط مدينة صعدة فهو يقام على مدار أيام الأسبوع حيث يجـد فيه الزائر متعة كبيرة لمشاهدة المنتجات المحلية واقتناء بعض منها.
السوق الأسبوعي في مدينة صعدة ـ أيضاً ـ الذي يقام يوم الأحد من كل أسبوع فيحوي العديد من معارض الصناعات المحلية منها الفضية والتحف الجميلة وغيرها.
ومن أهم أسواقها سوق شعاره وهو سوق بمديرية رازح يحضره الناس يوم السبت..بينما يضل فاعلا طوال الاسبوع... ويعتبر أهم سوق لأهم مديرية تقع على الحدود مع السعودية..ومديرية رازح تتميز بكونها المديرية التي تهتم بالمعرفة والثقافة ودمج الثقافة مع القبلية والتعريف بالقبلية لباقي المناطق المجاورة وهذا بسبب قدم تاريخها وأرثها التاريخي والقبلي الكبير والعظيم .

### أهم المنتجات الزراعية
أهم المحاصيل:
1 - البن اليمني الشهير، وتتركز زراعـتـه في مديريات حيدان، ورازح وغمر ـ بمنطقة خولان بن عمرو وبني بحر وبني ذويب..
2 ـ الرمان وينتشر في قاع صعدة..ويتميز الرمان الصعدي بجودة وسكّريته، ويسمى الخازمي وهو نوع لا يوجد في الجزيرة العربية بكاملها بل قيل في الشرق الأوسط إلا قليلا في أبها السعودية وقليلا في تل أبيب.. لذلك هو بحاجة إلى رعاية لتستفيد منه المحافظة
أعلى
- العنب بمختلف أنواعه أشهره النوع الأسود بالإضافة إلى والمشمش، والخوخ، وتتركز زراعته في سحار.
وبالرجوع إلى مديرية رازح تعتبر من أشهر مديريات محافظة صعده حيث يزرع فيها الموز الرازحي الذي لايوجد له نظير في الجزيرة الغربية وغالبا لايباع في اليمن لارتفاع أسعاره ومن أشهر الاودويه لزراعته وادي سجر قابل العمري بكيل ووادي دهوان النظير ووادي بيناو بني ربيعه وأيضا وادي المغاويير.
التعليم في رازح: تعتبر من أكثر المديريات وعيا وتعليما في المحافظة حيث ينتشر أبناء مديرية رازح في معظم محافظة صعده وفي جميع المجالات كاطباء وسياسيين كبار ومهندسين ومعلمين وفنيين وحرفيين ومعظم السياسيين من محافظة صعدة هم من أبناء رازح لشده التعليم هناك والثقافة والوعي والمشاركة السياسية في مجلس النواب وفي معظم مفاصل الدولة وأهم مناصبها ، وذلك بسبب الذكاء اللافت في سياسي وأكاديمي رازح بشكل خاص حيث أنهم ساهمو في كثير من الأدوار المفصيلة في بناء الدولة اليمنية وسابقاتها .
3- القات المخدر  